# Sadová
Sadová è un comune della Repubblica Ceca facente parte del distretto di Hradec Králové, nella regione omonima. Resa famosa dall'omonima battaglia che il 3 luglio 1866 decise le sorti della guerra austro-prussiana e che fu una grande vittoria per la Prussia, il cui percorso verso l'unificazione della Germania non ebbe più ostacoli militari in seno ai territori germanici.